# Thestor yildizae
The Peninsula Skolly (Thestor yildizae) là một loài bướm ngày thuộc họ Bướm xanh. Đây là loài đặc hữu của Nam Phi, ở đó nó is only found on the high slopes of the Cape Peninsula Mountains in the West Cape.
Sải cánh dài 25–32 mm đối với con đực và 28-36.5 mm đối với con cái. Con trưởng thành bay từ cuối tháng 11 đến đầu tháng 2. Có một lức một năm.
Larvae have been được tìm thấy ở the nests of the Pugnacious Ant Anoplepsis custodiens, but the larval food is unknown.